# Sylvia Crawley
Sylvia Yvonne Crawley (Steubenville, 27 settembre 1972) è un'ex cestista e allenatrice di pallacanestro statunitense, professionista nella ABL e nella WNBA.

## Carriera
Con gli Stati Uniti ha disputato i Campionati americani del 1997.

## Palmarès

### Giocatrice
- Campionessa NCAA (1994)